# Katsina United Football Club
Maillots
Katsina United Football Club est un club nigerian de football basé à Katsina.

## Histoire
Le club est créé en 1994 sous le nom de Katsina United. L'année suivante, il réussit son premier exploit en atteignant la finale de la Coupe du Nigeria alors qu'il évolue en troisième division. Il s'incline face à la formation de Shooting Stars Sports Club, sacrée championne du Nigeria durant la saison, ce qui offre au club une qualification pour la Coupe des Coupes. Le baptême continental se déroule bien avec un parcours achevé en quarts de finale contre l'AC Sodigraf. Katsina récidive l'année suivante en disputant une nouvelle finale de Coupe nationale et en obtenant sa promotion en First Division League. Son séjour en première division dure cinq saisons avec comme meilleure performance une deuxième place obtenue en 2000. Malheureusement, la saison suivante est des plus médiocres et le club est relégué en deuxième division.
Après avoir changé de nom et être devenu le Spotlight FC, la formation de Katsina évolue en deuxième division nigériane. En 2016, il reprend son nom originel et réussit à être promu en première division à l'issue de la saison.

## Palmarès
- Championnat du Nigeria :
  - Vice-champion en 2000

- Coupe du Nigeria :
  - Finaliste en 1995, 1996 et 1997